# سياسة روديسيا
كانت لروديسيا ديمقراطية محدودة بمعنى أن لديها نظام وستمنستر البرلماني مع أحزاب سياسية متعددة تتنافس على المقاعد في البرلمان، ولكن نظرًا لأن التصويت كانت تهيمن عليه أقلية المستوطنين البيض، وكان الأفارقة السود يمثلون أقلية فقط في ذلك الوقت، كانت تعتبر دولياً كدولة عنصرية.
الحزب السياسي الذي سيطر في السنوات التي تلت إعلان الاستقلال من جانب واحد هو الجبهة الروديسية، التي عُرفت فيما بعد باسم الجبهة الجمهورية. ظل إيان سميث رئيسًا للوزراء حتى أصبحت زيمبابوي روديسيا في عام 1979.

## النظام السياسي

### دستور عام 1961
من عام 1899 إلى عام 1962، كانت الجمعية التشريعية ذات مجلس واحد تتألف من أعضاء منتخبين لتمثيل الدوائر الانتخابية على أساس مبدأ الفوز للأكثر تصويتاً. ومع ذلك، في بعض المراحل، كانت هناك دوائر انتخابية من عضوين، وفي السنوات الأولى كان هناك بعض الأعضاء المعينين. بموجب الدستور، كان هناك بند لإنشاء مجلس أعلى يعرف باسم المجلس التشريعي، ولكن لم يتم إنشاء أي غرفة على الإطلاق. اعتمد دستور عام 1961 نظامًا أكثر تعقيدًا يهدف إلى توسيع نطاق الامتياز ليشمل قطاعات أوسع من المجتمع بما في ذلك غير البيض - ولكن دون إنهاء القاعدة البيضاء على الفور.
في وقت إعلان الاستقلال من جانب واحد، نص دستور روديسيا المعدل لعام 1961 (الذي تم إلحاقه بإعلان الاستقلال) على تعيين مسؤول حكومي من قبل البرلمان إذا لم تعين الملكة حاكمًا عامًا. استمرت السلطة السياسية في امتلاك المجلس التشريعي.
بموجب دستور عام 1961، كان لدى الجمعية التشريعية 65 عضوًا منتخبًا: 50 عضوًا في الدائرة الانتخابية و 15 عضوًا في المقاطعة. كانت قوائم الناخبين تحتوي على المؤهلات التعليمية والممتلكات والدخل. كانت القائمة الرئيسية للمواطنين الذين استوفوا المعايير العالية في هذه المجالات وكان 95٪ من أعضائها من البيض و 5٪ من السود أو الآسيويين. كان لدى القائمة الثانوية معايير تأهيل أقل وكان 90 ٪ من أعضائها من السود و 10 ٪ من البيض أو الآسيويين. كان حجم القائمة الثانوية حوالي عُشر حجم القاءمة الرئيسية. تم التصويت على كلا اللائحتين في الانتخابات للدوائر والمقاطعات، ولكن بالنسبة للانتخابات في الدوائر، تم تحديد تصويت أسماء القائمة الثانوية بنسبة 20 ٪ من الإجمالي، وبالنسبة للانتخابات في المقاطعات، تم تحديد تصويت أسماء القائمة الرئيسية بنسبة 20 ٪ من الإجمالي. عُرف هذا الإجراء باسم «التصويت المشترك». من الناحية العملية، سيكون أعضاء الدوائر الخمسين من البيض وسيكون أعضاء المناطق الخمسة عشر من السود في الغالب.
كانت الانتخابات العامة لعام 1962 نقطة تحول في البلاد، حيث أسفرت عن انتخاب حكومة الجبهة الروديسية بقيادة ونستون فيلد التي التزمت بالاستقلال دون حكم الأغلبية واستمرار التنمية المنفصلة للمجتمعات البيضاء والسود في روديسيا كان الحزب الفيدرالي المتحد المهزوم بقيادة إدغار وايتهيد ملتزمًا بإبطاء التقدم نحو حكم الأغلبية.
لم يكن هناك تمييز عنصري واضح في النظام السياسي الروديسي قبل عام 1969. يُزعم أحيانًا أنه لو كان المجتمع الأسود قد شارك بشكل كامل في العملية السياسية، لكانت نتيجة الانتخابات العامة لعام 1962 مختلفة وكان من الممكن تجنب إعلان الاستقلال. اعترضت المجموعات القومية الأفريقية على دستور عام 1961 وحثت أولئك الذين يحق لهم التصويت على عدم التسجيل، وأولئك الذين سجلوا عدم التصويت. سجل عدد قليل نسبيًا من الأفارقة المؤهلين للتصويت، وكان إقبال الناخبين في انتخابات عام 1962 أقل من 25 ٪.
حافظ الروديسيون على أن النظام كان عادلاً على نطاق واسع لأن تقسيم حصة السلطة بنسبة 50/15 يعكس المساهمات النسبية للمجتمعات البيضاء والسوداء في (جباية الضرائب). كان التقدم إلى حكم الأغلبية السوداء ممكنًا ضمن ترتيب دستور عام 1961 نتيجة للتقدم في ثروة السود والتعليم، على الرغم من أن تحقيقه كان سيستغرق عدة سنوات. كان سيتطلب من المجتمع الأسود أن يقبل بصبر فترة طويلة من حكم الأقلية البيضاء تليها فترة طويلة من تقاسم السلطة. لم يكن السياسيون السود في أوائل الستينيات مهتمين بقبول مثل هذا الترتيب. على أي حال، أصبحت مؤهلات الدخل والممتلكات في القائمة الانتخابية مفارقة تاريخية.
ادعى إيان سميث وغيره من الروديسيين أن هذا الترتيب السياسي كان من شأنه أن يؤدي إلى انتقال تطوري إلى حكم الأغلبية السوداء والذي كان من شأنه تجنب الانتقال السريع الذي تسبب في صعوبات في البلدان الأفريقية الأخرى. لكن النقاد يؤكدون أن الرفض العنيد لإحراز تقدم فوري ومرئي لحكم الأغلبية في أوائل الستينيات من القرن الماضي أحدث سلسلة من المشاكل الخطيرة في زيمبابوي الحديثة حتى يومنا هذا.
في عام 1965 كانت هناك مراجعات للدستور تعكس الوضع الجديد للأمة بعد إعلان الاستقلال أحادي الجانب. بشكل أساسي، ألغت التنقيحات حقوق الحكومة البريطانية في التشريع والعمل نيابة عن روديسيا، ونصّت على تعديلات دستورية أخرى بأغلبية ثلثي أعضاء البرلمان. كان من المقرر أن يكون المسئول عن الحكومة هو القائد العام للقوات المسلحة.

### دستور (إعلان الاستقلال أحادي الجانب) 1969
قامت حكومة الجبهة الروديسية في النهاية بصياغة دستور جديد تمامًا. أدى هذا إلى ترسيخ حكم الأقلية البيضاء وجعل البلاد جمهورية، بعد نتيجة الاستفتاء لصالحه في عام 1969. بموجب هذا الدستور الجديد، كان هناك برلمان من مجلسين يتألف من مجلس شيوخ منتخب بشكل غير مباشر، ومجلس نواب منتخب بشكل مباشر، حيث تم حجز غالبية المقاعد للبيض بشكل أكثر فعالية مما كان عليه الحال بموجب دستور جمهورية روديسيا 1961. كان منصب الرئيس الجديد منصبًا احتفاليًا، مع بقاء السلطة التنفيذية لرئيس الوزراء.
عدل دستور عام 1969 الأحكام التفصيلية للقوائم الانتخابية والمقاعد في المجلس. كانت أهم تعديلات عام 1969 هي إلغاء التصويت المتقاطع وتم حجز القائمة الثانوية لغير الأوروبيين. تم إصلاح الدوائر الانتخابية في الجمعية بحيث كان هناك 50 مقاعد رئيسياً و 8 مقاعد ثانوية. تم النص على أن عدد المقاعد الثانوية سوف يرتفع بمرور الوقت بما يتماشى مع نسبة إجمالي ضريبة الدخل الشخصية التي يدفعها السود حتى يتم الوصول إلى إجمالي 50 مقعدًا أسود. بالإضافة إلى مقاعد القائمة الثانوية، تمكن زعماء القبائل الأفريقية من انتخاب 8 أعضاء آخرين. كانت النتيجة الفورية لهذا الترتيب أن 270,000 أبيض لديهم 50 مقعداً و 6 ملايين أفريقي لديهم 8 مقاعد في الجمعية، مع وجود عدد قليل من الزعماء الأفارقة لديهم 8 مقاعد أيضًا.
أعطى الدستور الجديد إشارة واضحة إلى أين اعتقد مهندسو أن روديسيا يجب أن تذهب من الناحية السياسية. تمت كتابة مفهوم «التنمية المنفصلة» للسود والبيض في ذلك الدستور. كما تم تبني مفهوم التكافؤ النهائي للتمثيل البرلماني بين الأعراق. دعمت هذه الميزة الأخيرة مفهوم «الشراكة المتساوية بين الأسود والأبيض» كبديل لحكم الأغلبية. ومع ذلك، أوضح قادة دولة إعلان الاستقلال أنه يمكن تأجيل المساواة في التمثيل إلى أجل غير مسمى، إن لم يكن إلى الأبد. شجعتهم أرقام الهجرة البيضاء في الستينيات على الاعتقاد بأنه قد يكون من الممكن تغيير التوازن الديموغرافي بشكل كبير، مع إعطاء الوقت الكافي.

## السياسة في روديسيا
كان انتصار الجبهة الروديسية في الانتخابات العامة لعام 1962 وما تلاها من إعلان الاستقلال في إطار التقاليد الشعبوية للسياسة الروديسية. كان التاريخ المبكر للسياسة الروديسية إلى حد كبير أحد الانتفاضات الانتخابية التي قام بها عمال المناجم والعمال الصناعيون والمزارعون ضد مؤسسة الأعمال التجارية الكبيرة التي هيمنت على المستعمرة. كان لانتخاب حكومة حزب الإصلاح بقيادة غودفري هوغينز في عام 1933 الكثير من القواسم المشتركة مع فوز الجبهة الروديسية في عام 1962. لقد قيل أن البعد العنصري لإعلان الاستقلال كان شيئًا عرضيًا. أدت فترات الركود الاقتصادي في أوائل الثلاثينيات وأوائل الستينيات إلى انتخاب حكومات شعبوية ملتزمة بتأمين مستويات المعيشة للعمال (على الرغم من أن الشاغل المباشر كان للبيض العاملين). من المهم أنه في انتخابات عام 1962، جندت اللجبهة الروديسية قائمة من المرشحين السود للتنافس على مقاعد المقاطعة (بشكل أساسي القائمة الثانوية). حصل هؤلاء المرشحين الأسود على دعم ضئيل من الناخبين من القائمة الثانية ولم يتم انتخاب أي منهم.
لم تتخذ روديسيا في عصر إعلان الغستقلال أبدًا طابع دولة الحزب الواحد. على الرغم من أن حرب بوش كانت المنافسة السياسية الحقيقية، إلا أنه كانت هناك معارضة سياسية تقليدية للجبهة الروديسية طوال الفترة.
جاءت المعارضة من الليبراليين البيض الذين سيتنافسون على مقاعد القائمة الرئيسية في الانتخابات العامة ومن بعض الأحزاب السوداء التي قد تتنافس على مقاعد القائمة الثانوية. كانت المعارضة البيضاء الرئيسية هي حزب روديسيا، المرتبط بالسياسي الليبرالي المخضرم (وعضو مجلس المقاطعة السابق) الدكتور أورن بالي. في الانتخابات العامة لعام 1974، كان الفارق 3 أصوات فقط لإنتزاع الدكتور بالي سالزبوري (سيتي) من الجبهة الروديسية. في تلك الانتخابات نفسها، حصل مايكل أوريت على حوالي 30٪ من الأصوات لحزب ردويسيا في بولاوايو (منطقة). وفاز أوريت لاحقًا بهراري (وسط) عن حركة التغيير الديمقراطي في الانتخابات البرلمانية بزيمبابوي عام 2000.
نجح حزب روديسيت في تأمين حوالي 20٪ من أصوات البيض على الصعيد الوطني على أساس منتظم وسيحصل على معظم أصوات الدوائر غير البيضاء، لكن النظام الانتخابي الذي فاز بأول منصب يعني أنهم لم يفزوا بمقاعد في الجمعية. أدى انتشار الرقابة على الصحافة والسيطرة الحكومية على الإذاعة والتلفزيون إلى إعاقة نشاط المعارضة. يعد عدم وجود معارضة برلمانية فعالة أحد العوامل التي جعلت من الصعب إنهاء إعلان الاستقلال عندما أصبح هذا الإجراء ضروريًا بشكل واضح.
اعتبر نشطاء حزب روديسيا أن معظم دعمهم جاء من نخبة رجال الأعمال والفئة المهنية ومن الجيل الثاني أو الثالث من الروديسيين. كان المهاجرون البيض حديثًا يميلون إلى التصويت بأغلبية ساحقة لصالح الجبهة الروديسية. لقد قيل أن روديسيا استضافت نوعًا خاصًا من السياسات البيضاء يمكن عزوها إلى المهاجرين البريطانيين من الطبقة العاملة الذين جلبوا خلال القرن العشرين نضالهم الناجح من أجل دولة رفاه اجتماعي سخية إلى المستعمرات.
لم تخوض مجموعة حزب روديسيا في الانتخابات العامة لعام 1977 لأن العديد من نشطاءها إما تعرضوا لشكل أو آخر من أشكال الاحتجاز المختلفة أو أُجبروا على النفي. تم طرد مايكل أوريت من روديسيا في عام 1976 وقيل له إنه سيتم اعتقاله على الفور إذا عاد. لم يتمكن أوريت من العودة إلى البلاد حتى عام 1980. لم تكن الحكومة الروديسية متسامحة أبدًا مع المعارضة طوال فترة إعلان الاستقلال، لكنها أصبحت قمعية بشكل أكبر مع اقتراب الكارثة النهائية. تعرض رئيس الوزراء الليبرالي السابق غارفيلد تود وأفراد عائلته لأشكال مختلفة من الاحتجاز والإقامة الجبرية.
كانت الأحداث السياسية الأخيرة في روديسيا البيضاء هي الانتخابات العامة لعام 1977 واستفتاء 1979 بشأن منح حقوق تصويت متساوية لجميع المواطنين. عارضت مجموعة يمينية متطرفة معروفة باسم حزب العمل الروديسي الجبهة الروديسية في الانتخابات وقامت بحملة للتصويت بلا في الاستفتاء. فضلت مجموعة حزب العمال استمرار حكم الأقلية البيضاء واتخاذ إجراءات عسكرية متطرفة لكسب حرب بوش. اجتذبت خطة العمل الإقليمية دعما انتخابياً كبيراً (15٪ من أصوات الاستفتاء).
تنافس بعض الأفراد والجماعات السوداء غير المتشددة وفازوا بمقاعد من القائمة الثانوية (غالبًا تحت عنوان «حزب المؤتمر الوطني الأفريقي المستقل»). بموجب دستور عام 1969، تم تخصيص قائمة ثانوية حصريًا لغير الأوروبيين. كانت هذه المجموعة السياسية السوداء واحدة من تلك التي شاركت في «التسوية الداخلية» عام 1979. حمل الارتباط مع دولة إعلان الاستقلال ومع التسوية الداخلية وصمة عار متعاونة من شأنها الإضرار بمصداقية السياسيين السود المعنيين.

## نهاية روديسيا
عندما لم يعد حكم الأقلية البيضاء قابلاً للاستمرار، انتقلت روديسيا أولاً إلى شكل من أشكال تقاسم السلطة («التسوية الداخلية») ثم إلى حكم الأغلبية. في هذه المرحلة، لم تعد روديسيا موجودة ككيان سياسي واستبدلت بزيمبابوي.
ارتبطت نهاية إعلان الاستقلال وحرب بوش بنقل مفاجئ للسلطة إلى الأحزاب السياسية السوداء المدعومة من المتمردين في عام 1980. يشعر بعض المراقبين أن هذا أدى إلى تهميش بعض العناصر الأكثر استقرارًا في المجتمع المدني الأسود. وبالتالي، لم تكن زمبابوي قادرة على التمتع بفوائد الانتقال المنظم إلى الديمقراطية من النوع الذي حدث في بلدان مجاورة مماثلة مثل بوتسوانا وجنوب إفريقيا.

## وصلات خارجية
- نتائج انتخابات روديسيا وزيمبابوي